# Carex macrolepis
Carex macrolepis là một loài thực vật có hoa trong họ Cói. Loài này được DC. mô tả khoa học đầu tiên năm 1813.